# Hermosa
Hermosa è una municipalità di seconda classe delle Filippine, situata nella Provincia di Bataan, nella Regione del Luzon Centrale.
Hermosa è formata da 23 baranggay:
- A. Rivera (Pob.)
- Almacen
- Bacong
- Balsic
- Bamban
- Burgos-Soliman (Pob.)
- Cataning (Pob.)
- Culis
- Daungan (Pob.)
- Judge Roman Cruz Sr. (Mandama)
- Mabiga
- Mabuco
- Maite
- Mambog - Mandama
- Palihan
- Pandatung
- Pulo
- Saba
- Sacrifice Valley
- San Pedro (Pob.)
- Santo Cristo
- Sumalo
- Tipo